# عبد الرحمن القرني
عبد الرحمن القرني، لاعب كرة قدم سعودي ، يلعب في نادي الهداية.

## مسيرة اللاعب
لعب سابقاً في نادي القادسية ونادي العدالة ونادي الثقبة ونادي النهضة ونادي الروضة ونادي الهداية.